# Marian Kozłowski
Marian Kozłowski (Varsavia, 10 dicembre 1927 – Varsavia, 15 agosto 2004) è stato un dirigente sportivo e giornalista polacco, membro del FIBA Hall of Fame dal 2007 in qualità di contributore.

## Carriera
È stato Presidente della Federazione cestistica della Polonia in due periodi: 1957-1969 e 1980-1984. Ha diretto la Standing Conference of Europe, oggi denominata FIBA Europe, dal 1982 al 1990.
Giornalista del quotidiano polacco Expressu Wieczornego, è stato autore di numerosi libri sulla pallacanestro tra i quali A Concise Dictionary of American Basketball e English for Basketball Players, Coaches, Referees, Followers and Fans pubblicati rispettivamente dalla FIBA e dalla Federazione polacca.